# Proceratophrys bigibbosa
Espèce
Synonymes
- Ceratophrys bigibbosa Peters, 1872
- Proceratophrys cristinae Braun, 1973

Statut de conservation UICN

 NT  : Quasi menacé
Proceratophrys bigibbosa est une espèce d'amphibiens de la famille des Odontophrynidae.

## Répartition
Cette espèce se rencontre :
- dans la province de Misiones en Argentine ;
- au Brésil dans les États de Rio Grande do Sul et de Santa Catarina.

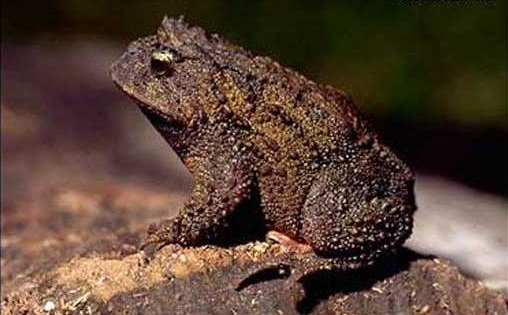
Proceratophrys bigibbosa

## Publications originales
- Braun, 1973 : Nova, especie do genero Proceratophrys Miranda-Ribeiro, 1920 do Estado do Rio Grande do Sul, Brasil (Anura, Ceratophrynidae). Iheringia, sér. Zoologia, Porto Alegre, no 43, p. 91-99 (texte intégral).
- Peters, 1872 : Über die von Spix in Brasilien gesammelten Batrachier des Königl. Naturalienkabinets zu München. Monatsberichte der Königlich preussischen Akademie der Wissenschaften zu Berlin, vol. 1, p. 196-227 (texte intégral).